# 헝가리인의 사적

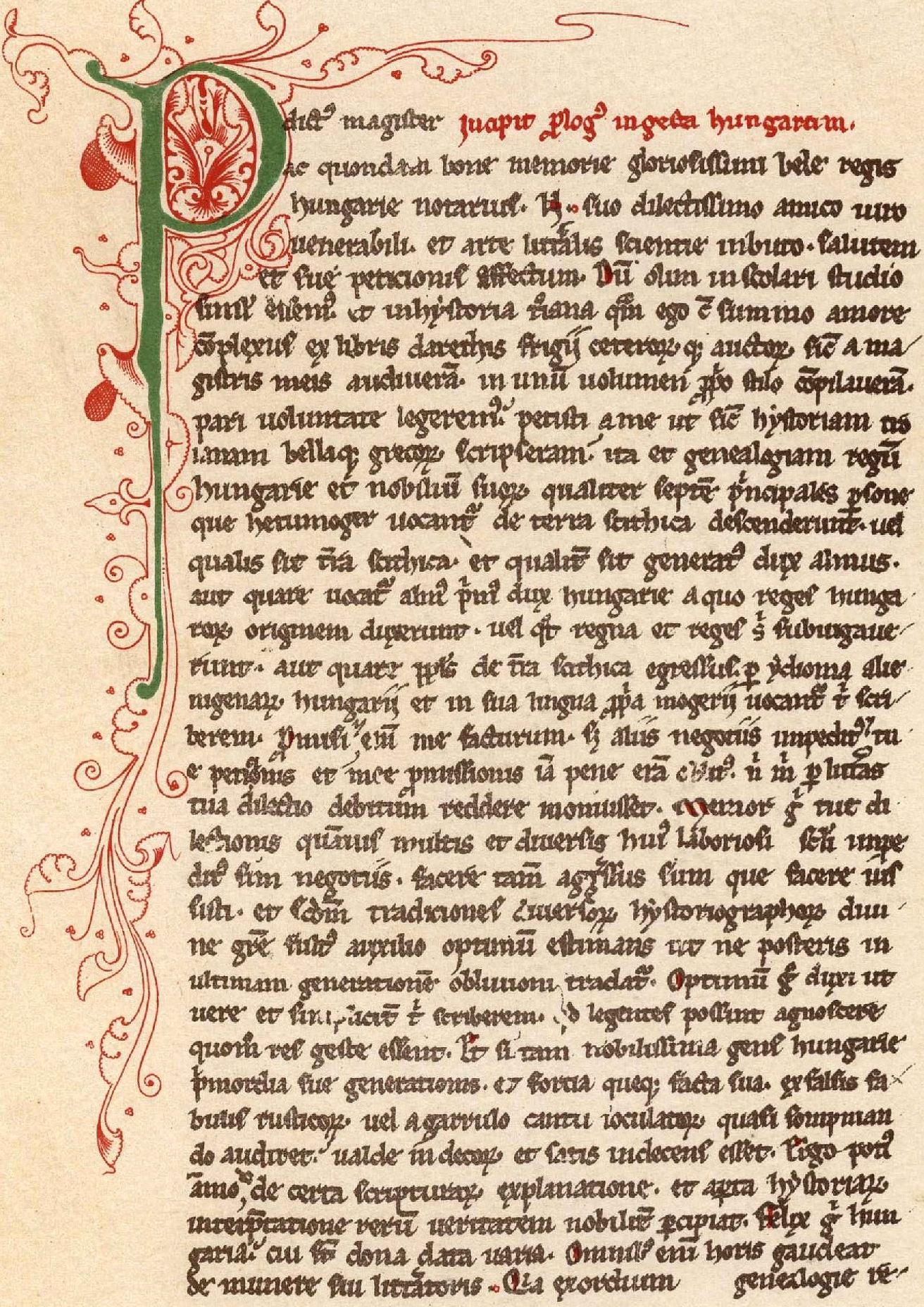

『헝가리인의 사적』(라틴어: Gesta Hungarorum 게스타 훙가로룸[*])은 마자르인의 역사에 관한 최초의 사료다. 1200년경에서 1230년경 사이에 아노니무스 노타리우스가 썼다.
『헝가리인의 사적』이 가장 중요하게 다루고 있는 사건은 9-10세기의 머저르인의 카르파티아 정복이다. 또한 마자르인의 기원에 관해서도 이야기를 하고 있는데, 마자르인이 고대의 스키타이인의 후예라고 주장한다.

## 같이 보기
- 마자르 7군장
- 투룰
- 아르파드 왕조
- 헝가리 대공국